# Związek Ukraińskiej Młodzieży Nacjonalistycznej
Związek Ukraińskiej Młodzieży Nacjonalistycznej (ukr. Союз Української Націоналістичної Молоді, SUMN) – ukraińska nacjonalistyczna organizacja młodzieżowa.
Powstała w 1926 z połączenia dwóch młodzieżowych organizacji ukraińskich: Ukrajinśka Derżawnyćka Mołod i Organizacja Wyższych Klas Ukraińskich Gimnazjów. Miała na celu ideologiczne szkolenie młodzieży, jak również jej polityczną aktywizację.
Przewodniczącym Związku był redaktor gazety Smołoskyp – Osyp Bodnarowycz. Do zarządu należeli Mykoła  Dobrianskyj-Demkowycz i Bohdan Krawciw. Wśród działaczy byli między innymi Stepan Łenkawskyj i Mychajło Kołodzynśkyj.
Organizacja ta weszła w 1929 w skład Organizacji Ukraińskich Nacjonalistów.